# Basildon
Basildon je největší město v distriktu Basildon v hrabství Essex v Anglii. Populace tohoto města čítá přibližně 186 tisíc obyvatel.
Město leží 27,5 km jižně od Chelmsfordu a 53 km východně od Londýna. Menší města v okolí jsou např. Billericay, Wickford anebo South Benfleet. Město vzniklo po druhé světové válce v roce 1948.
Místní vládní čtvrť, která byla založena v roce 1974 a v roce 2010 získala statut čtvrti, se rozkládá na větší ploše než celé město; sousední města Billericay a Wickford, stejně jako okolní venkovské vesnice a menší osady zasazené do okolní krajiny, spadají do jeho hranic. Město je jednou z nejlidnatějších oblastí v kraji.
Z Basildonu pochází skupina Depeche Mode.
| Tabulka klimatu v Basildonu    | Tabulka klimatu v Basildonu | Tabulka klimatu v Basildonu | Tabulka klimatu v Basildonu | Tabulka klimatu v Basildonu | Tabulka klimatu v Basildonu | Tabulka klimatu v Basildonu | Tabulka klimatu v Basildonu | Tabulka klimatu v Basildonu | Tabulka klimatu v Basildonu | Tabulka klimatu v Basildonu | Tabulka klimatu v Basildonu | Tabulka klimatu v Basildonu | Tabulka klimatu v Basildonu |
| Měsíc                          | Leden                       | Únor                        | Březen                      | Duben                       | Květen                      | Červen                      | Červenec                    | Srpen                       | Září                        | Říjen                       | Listopad                    | Prosinec                    | Rok                         |
| ------------------------------ | --------------------------- | --------------------------- | --------------------------- | --------------------------- | --------------------------- | --------------------------- | --------------------------- | --------------------------- | --------------------------- | --------------------------- | --------------------------- | --------------------------- | --------------------------- |
| Průměrně vysoké °C             | 8                           | 8                           | 11                          | 13                          | 17                          | 20                          | 22                          | 22                          | 19                          | 15                          | 11                          | 8                           | 15                          |
| Průměrně nízké °C              | 3                           | 3                           | 4                           | 5                           | 8                           | 11                          | 14                          | 14                          | 11                          | 9                           | 5                           | 3                           | 8                           |
| Průměrný počet dnů se srážkami | 18                          | 14                          | 16                          | 15                          | 13                          | 13                          | 12                          | 12                          | 14                          | 16                          | 16                          | 16                          | 175                         |
| Zdroj: Weatherbase             |                             |                             |                             |                             |                             |                             |                             |                             |                             |                             |                             |                             |                             |